# MCU-2/P-Gasmaske

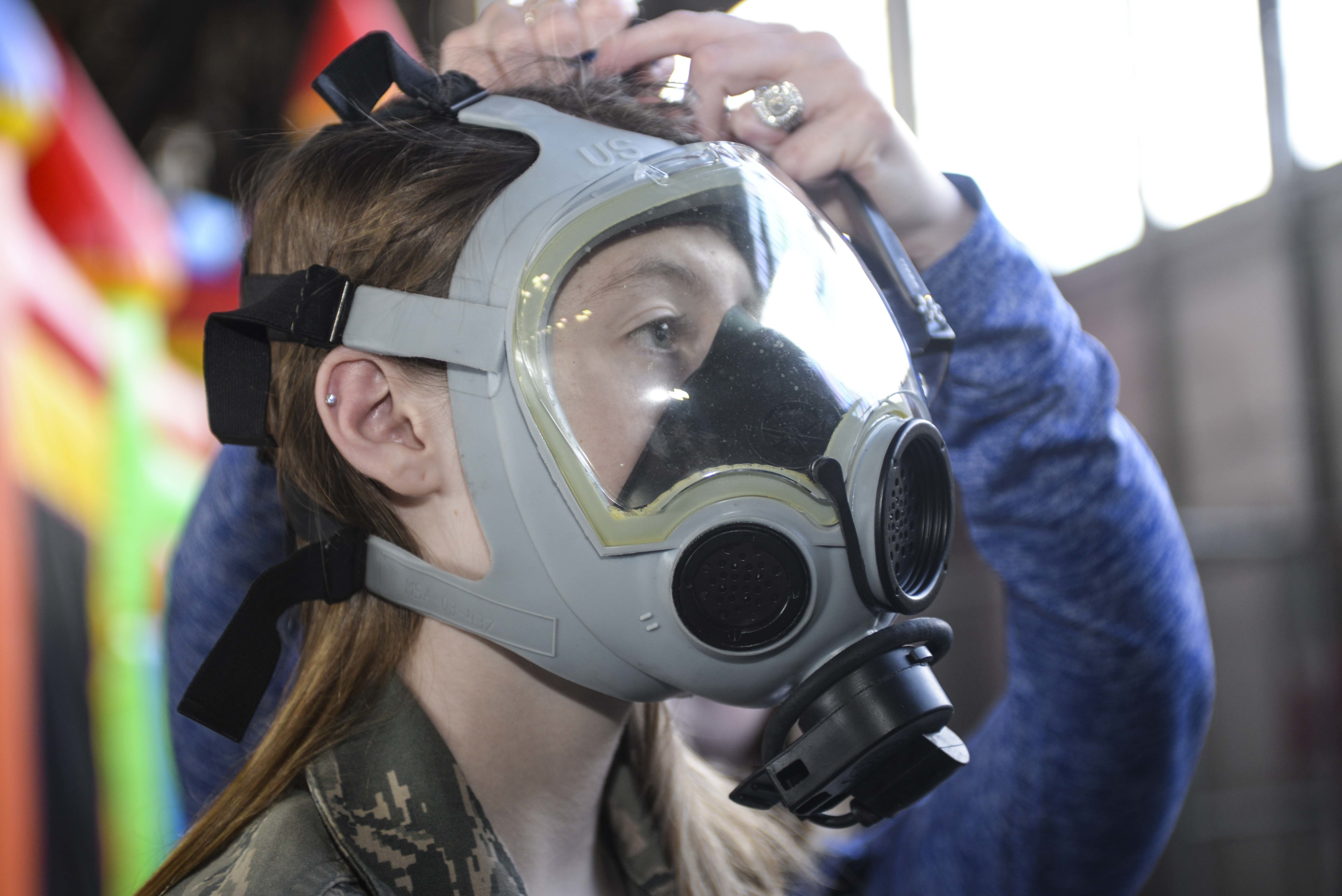
US-Soldatin mit MCU-2/P-Gasmaske auf der Ellsworth Air Force Base

Die MCU-2/P ist eine Gasmaske, die von der United States Navy und der United States Air Force benutzt wird. Sie wurde im Jahr 1990 eingeführt und ersetzte die bislang genutzte M17-Gasmaske. Ein Nachfolgemodell ist die M50-Gasmaske.
Sie verfügt über ein großes einteiliges Sichtfenster. An der Seite kann ein Atemschutzfilter angeschraubt werden. Am unteren Teil der Maske befindet sich ein Trinkanschluss.
Ein Nachfolgemodell ist die gleichartig aussehende Maske MSA Millennium von MSA Safety.